# Jeviště

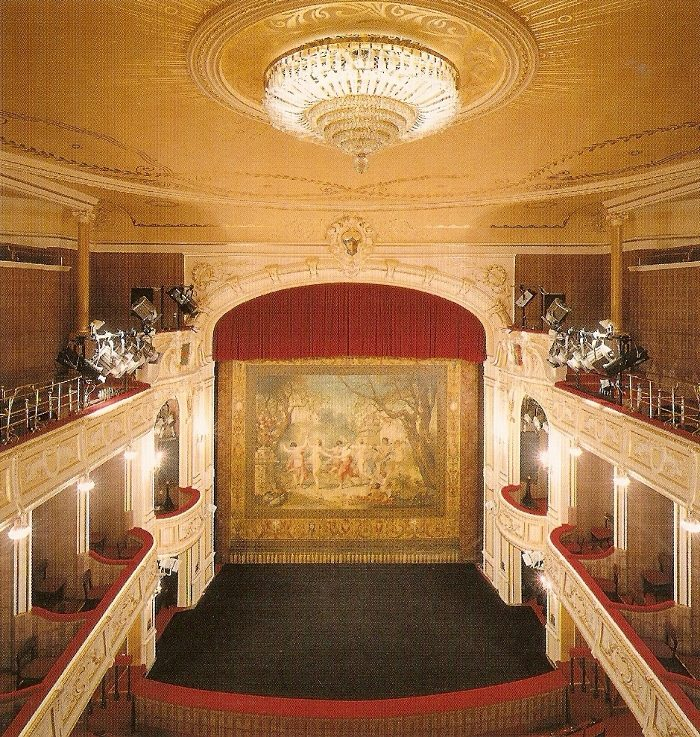
Jeviště

Jeviště je určený prostor pro představení v divadle. Jeviště slouží jako prostor pro herce a další účinkující (konferenciéry, hudebníky, zpěváky, tanečníky, artisty apod.). V některých případech mohou být jeviště pohyblivá, mohou mít i kruhový tvar připomínající klasickou cirkusovou manéž, kdy diváci sedí v kruhu okolo jeviště. V klasických kamenných divadlech bývá technický prostor nacházející se nad jevištěm označován jako provaziště, který je primárně určen pro provoz jevištní techniky.
Rám jevištního obrazu se nazývá portál. Součástí portálu je pak opona.
Ve spodním a horním obvodu jeviště se nachází horní a dolní rampa.
Velká divadla určená pro balet, operetu, muzikál a operu mívají mezi jevištěm a hledištěm speciální prostor určený pro divadelní orchestr zvaný orchestřiště.